# Petrus Plancius
 (janvier 2019).
Si vous disposez d'ouvrages ou d'articles de référence ou si vous connaissez des sites web de qualité traitant du thème abordé ici, merci de compléter l'article en donnant les références utiles à sa vérifiabilité et en les liant à la section « Notes et références ».
Pierre van der Plancke, alias Petrus Plancius en latin, né à Dranoutre en 1552, près d'Ypres et mort le 15 mai 1622 à Amsterdam, est un prédicateur calviniste, à la fois commerçant et dessinateur, astronome et cartographe flamand émigrés aux Provinces-Unies. Il est reconnu comme spécialiste de géographie, de carte marine et de navigation par l'astronomie.

## Biographie
Le jeune étudiant en théologie Pierre van der Planck étudie la théologie en Allemagne et à Londres. Il fuit avec sa famille la ville de Bruxelles soumises à l'autorité militaire espagnole en 1585, craignant à juste titre les procès de l'inquisition religieuse. 
Le jeune émigré est admis à 24 ans dans l'Église réformée de Hollande.
Le jeune géographe dessine plusieurs cartes et mappemondes qui font longtemps référence. Bien que la projection de Mercator ait été formalisée aux Pays-Bas en 1569, lorsque le jeune Pierre avait dix-sept ans, celui-ci préfère pourtant continuer l'ancienne tradition de plans détaillés et reproduire les prototypes, portulans et cartes dessinées par les Portugais en raison de leurs meilleurs fondements empiriques. Néanmoins, là où le gain est notable pour les cartes de marine, il emprunte la projection de Mercator.

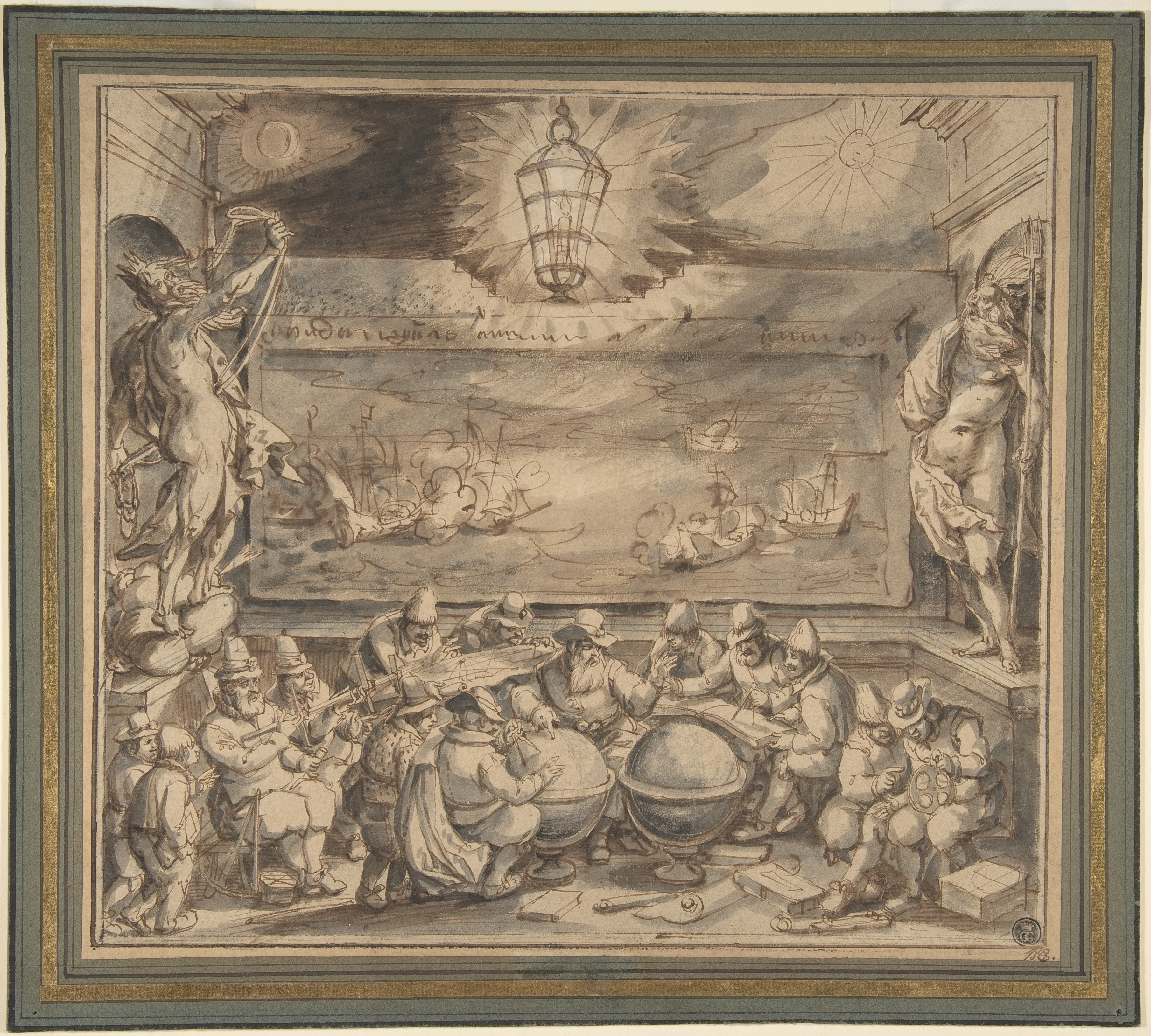
Petrus Plancius instruisant les étudiants à l'art de la navigation scientifique

Son intérêt pour la cartographie marine l'amène à fonder une association de savants néerlandais, réunissant des spécialistes de navigation et d'astronomie. Ce groupe propose notamment après 1590 un passage maritime vers le nord pour naviguer vers la Chine, à condition d'assurer un hivernage au Spitzberg. C'est la voie maritime du Nord que recherche Willem Barentsz dès 1594. Plancius est aussi par ses théories à l'origine de la légende de la mer libre du pôle. 
Ce groupe savant conseille le navigateur et explorateur anglais Henri Hudson, tout comme l'amirauté britannique en ces temps de paix avec le monde anglo-saxon. Il ouvre une école pour former des navigateurs. Les recherches essaient de mieux déterminer la longitude. 
En astronomie, le groupe de Pierre van der Planck conçoit plusieurs cartes du ciel, décrit plusieurs constellations et publie plusieurs globes célestes. Il forme les navigateurs hollandais, dont Keyser et Houtman, à la cartographie de la position des étoiles. À partir de leurs observations dans l'océan Indien, 12 constellations australes sont créées : 
- Le Caméléon ;
- La Colombe ;
- La Dorade ;
- La Grue ;
- L'Hydre mâle ;
- L'Indien ;
- L'Oiseau de paradis ;
- Le Paon ;
- Le Phénix ;
- Le Poisson Volant ;
- Le Toucan ;
- Le Triangle austral.

Ces constellations seront publiées en 1603 par l'astronome allemand Johann Bayer, dans son atlas l'Uranometria. Elles sont toujours en usage de nos jours.
Plancius figure parmi les fondateurs de la compagnie néerlandaise des Indes orientales pour laquelle il a dessiné plus d'une centaine de cartes. 
Le prédicateur féru de théologie protestante s'est illustré lors de sa querelle avec le maître théologien Jacobus Arminius (1560 - 1609), fondateur de l'arminianisme et de la Fraternité remonstrante. À partir de 1591, Plancius attaque Arminius, en lui reprochant son interprétation trop libre de la prédestination. Cependant, en 1593, la querelle avec son collègue finit par s'apaiser.

## Œuvres
Journaux et guides de navigation 
Nova et exacta Terrarum Tabula geographica et hydrographica, sa plus célèbre mappemonde de 1592.

Quelques cartes
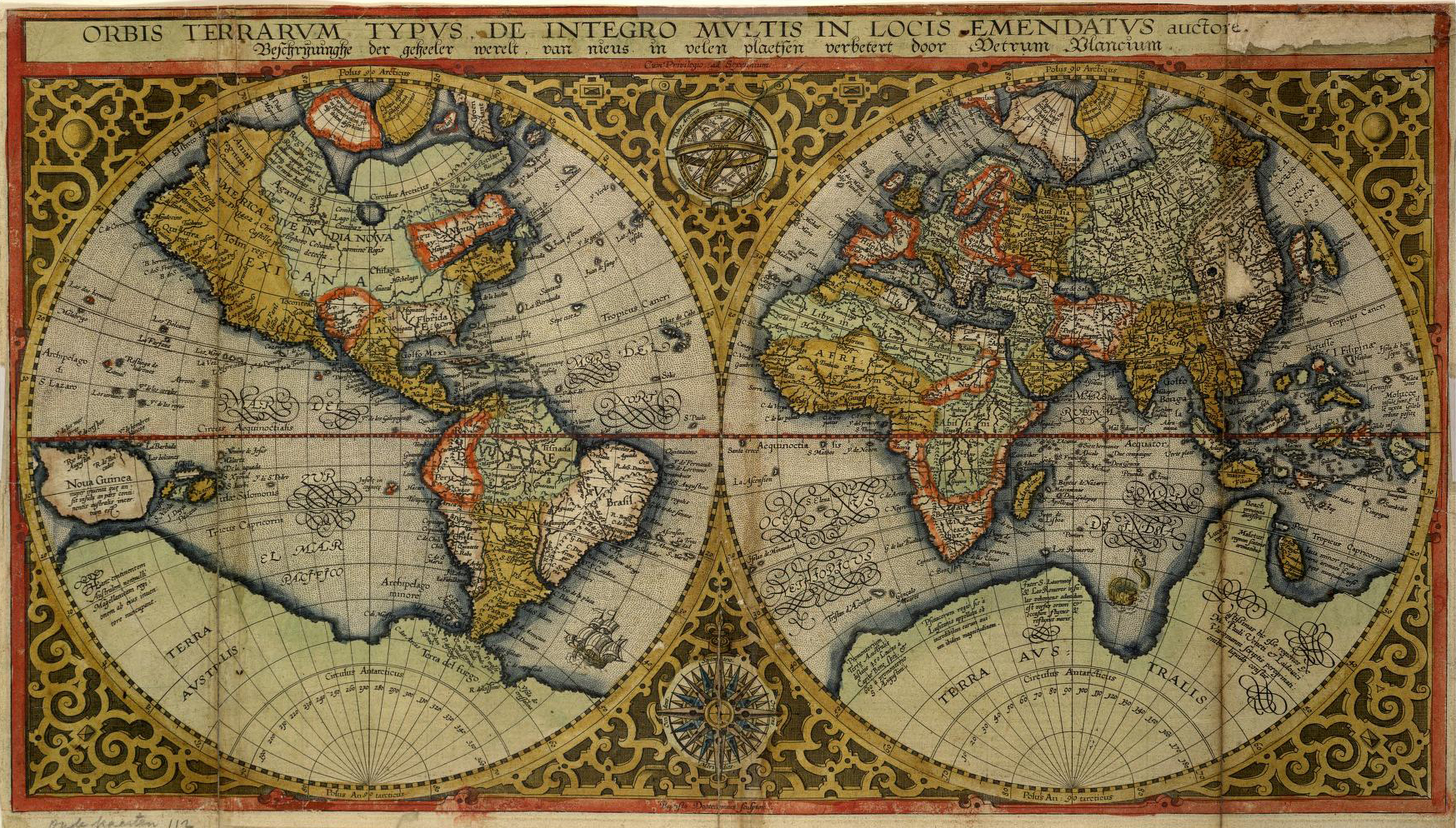
Orbis Terrarum, 1590
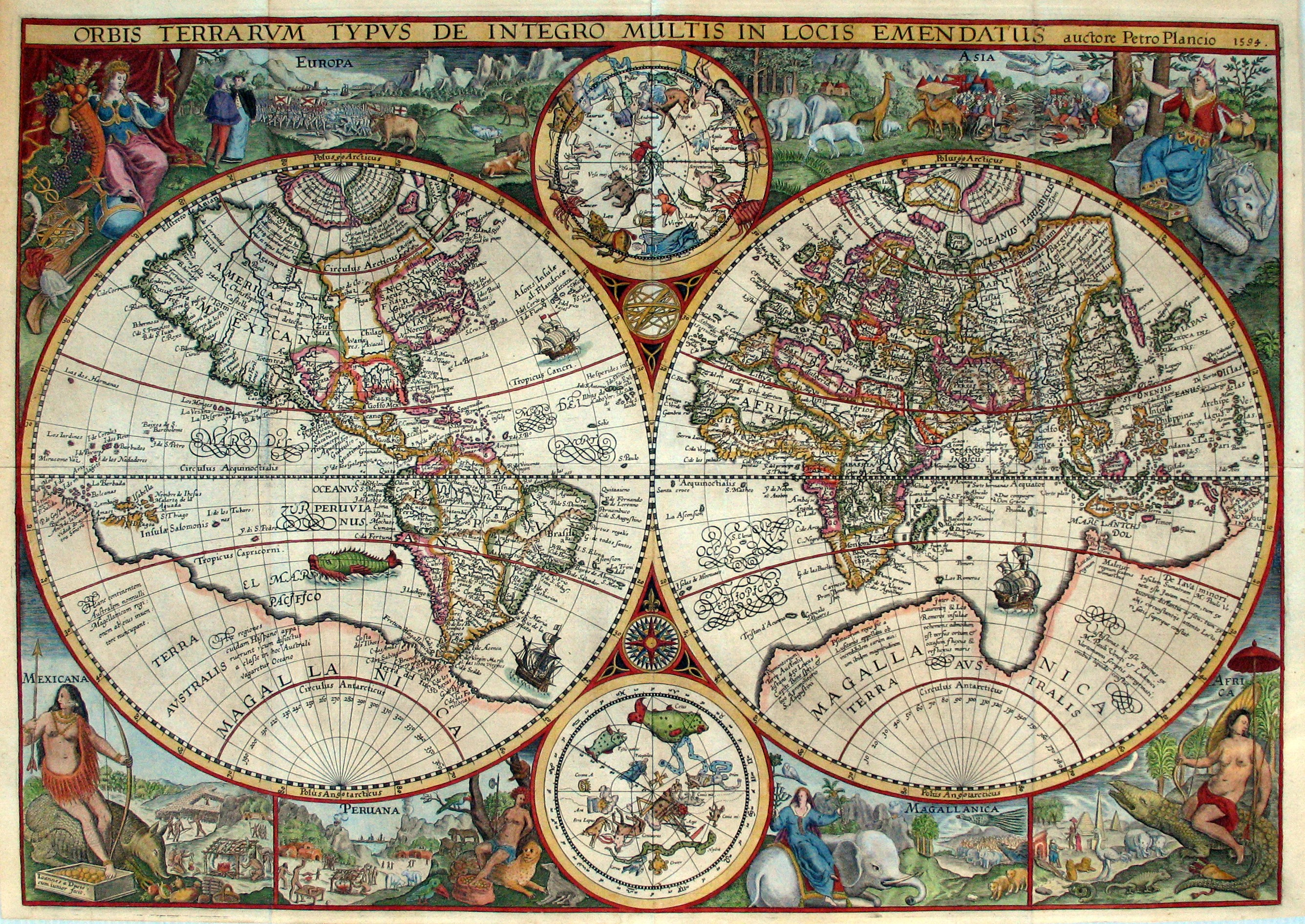
Orbis Terrarum, 1594
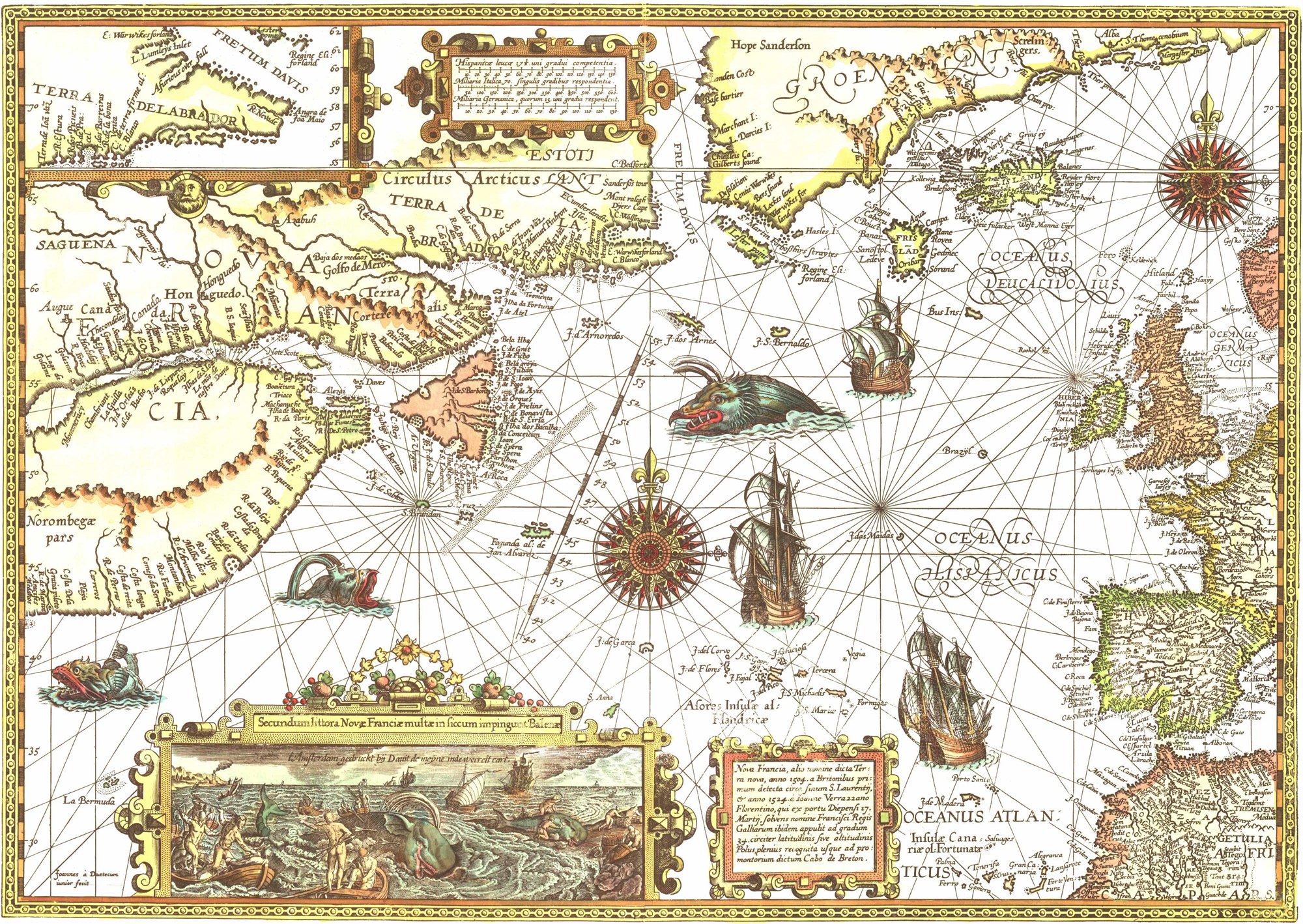
Nova Francia .. Terra Nova, 1592
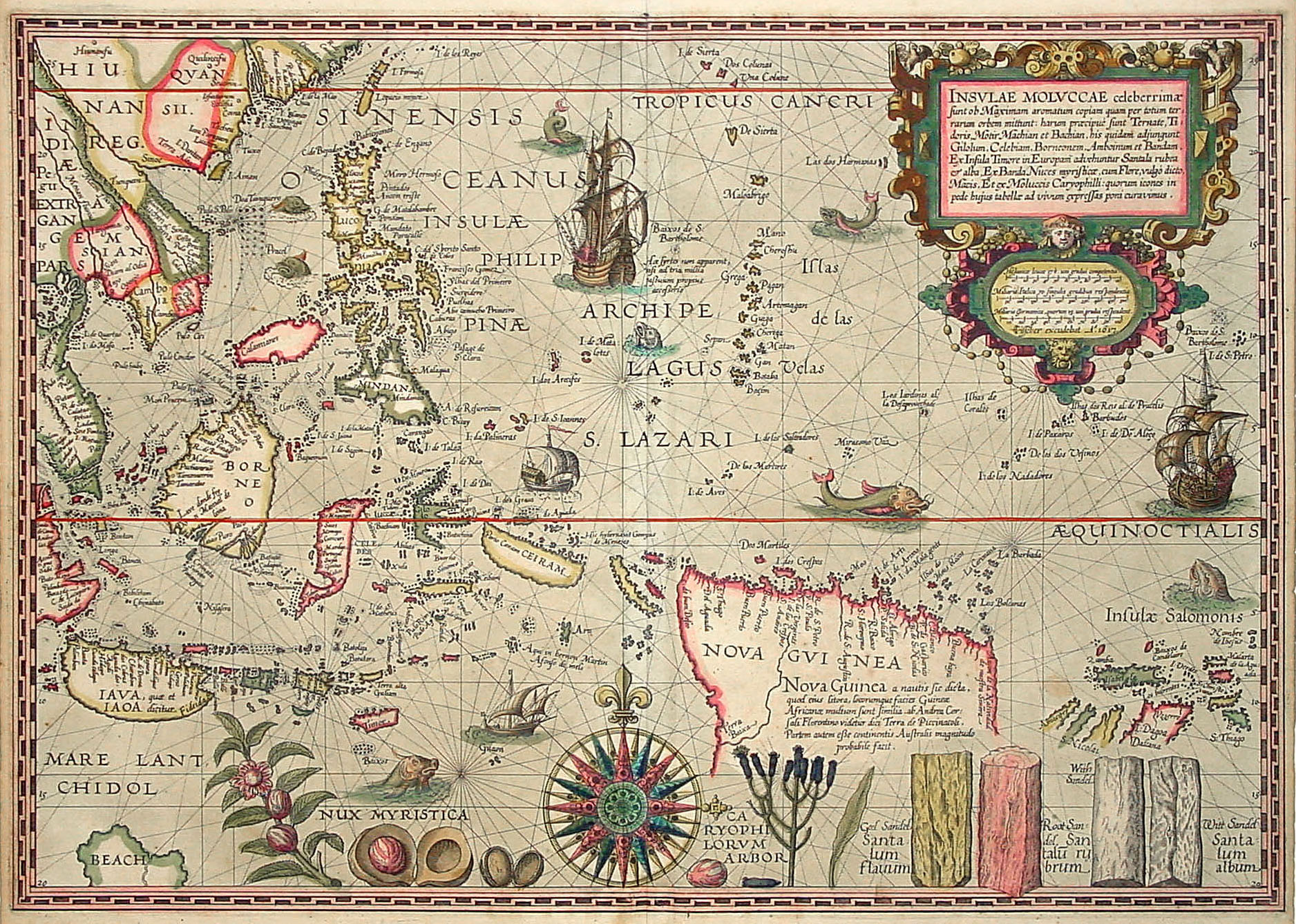
Insulae Moluccae, 1592

## Hommage
La astéroïde (10648) Plancius honore sa contribution à la cartographie céleste et terrestre.